# 반포한강공원
반포한강공원(盤浦漢江公園, Banpo Hangang Park)은 대한민국 서울특별시에 있는 공원 및 스포츠 시설이다.  한강 르네상스 프로젝트의 첫 번째 결과물로, 반포대교 인근에 설치된 공원이다. 잠수교와 세빛섬, 달빛무지개 분수, 달빛광장과 서래섬, 마리나, 반포수상택시승강장, 피크닉장 등으로 이루어져 있다.

## 서래섬
서래섬은 반포 한강 공원에 있는 섬이다. 반포대교와 동작대교 사이에 자리잡고 있으며 1980년대에 올림픽대로 건설 및 한강 종합개발을 하면서 조성한 인공 섬이다. 서래1교와 서래2교 그리고 서래3교가 있으며 반포한강공원과 연결되어 있다.

## 사진

서래섬
잠수교 한복판에서 촬영한 사진
잠수교의 반포동 쪽 입구에 있는 반포한강공원 안내판
반포한강공원의 천막
서울시내버스 8401번 단 1개 노선만이 정차한다.
반포대교와 잠수교, 달빛무지개 분수 안내판
반포한강공원 수변무대
매점. '한강반포공원'으로 순서가 바뀌어 있다.
반포한강공원의 이동화장실
이동화장실 내부. 세면대까지 설치되어 있다.
반포안내센터
반포한강공원 서래섬나들목
반포한강공원 반포안내센터나들목

## 참고 문헌
- “반포한강공원”. 서울특별시미래한강본부.
- 《2023 전국 공공체육시설 현황 (2022년 12월말 기준)》. 대한민국 문화체육관광부. 2024.

## 같이 보기
- 한강공원